# Torres KIO
De Torres KIO, ook bekend als de Puerta de Europa zijn moderne torens in Madrid, maar de meeste inwoners noemen de torens KIO, genaamd naar de financiers, Kuwait Investments Office. De torens waren gereed in 1996 en dienden als bewijs van de technologische vooruitgang van de stad.
De Puerta de Europa staat aan de "ingang van Madrid", net ten noorden van de Plaza de Castilla, met een toren aan elke zijde van de Paseo de la Castellana, in de buurt van de snelweg richting Burgos.
De torens zijn 27 verdiepingen hoog en zijn ontworpen door de Amerikaanse architecten Philip Johnson en John Burgee. Ze maken beiden een hoek van 15° ten opzichte van het aardoppervlak. De torens zijn zo neergezet dat ze de associatie oproepen van een stadspoort.
Tijdens de aanbouw werden ze als decor gebruikt in de film El día de la bestia.